# Pinardville
Pinardville és una concentració de població designada pel cens dels Estats Units a l'estat de Nou Hampshire. Segons el cens del 2000 tenia 5.779 habitants.

## Demografia
Segons el cens del 2000, Pinardville tenia 5.779 habitants, 1.932 habitatges, i 1.234 famílies. La densitat de població era de 1.352,3 habitants per km².
Dels 1.932 habitatges en un 27,8% hi vivien nens de menys de 18 anys, en un 50,2% hi vivien parelles casades, en un 9,6% dones solteres, i en un 36,1% no eren unitats familiars. En el 25,8% dels habitatges hi vivien persones soles el 10,7% de les quals corresponia a persones de 65 anys o més que vivien soles. El nombre mitjà de persones vivint en cada habitatge era de 2,44 i el nombre mitjà de persones que vivien en cada família era de 2,91.
Per edats la població es repartia de la següent manera: un 17,2% tenia menys de 18 anys, un 25,2% entre 18 i 24, un 26,8% entre 25 i 44, un 19,9% de 45 a 60 i un 10,9% 65 anys o més.
L'edat mediana era de 32 anys. Per cada 100 dones de 18 o més anys hi havia 92 homes.
La renda mediana per habitatge era de 49.640 $ i la renda mediana per família de 54.955 $. Els homes tenien una renda mediana de 34.590 $ mentre que les dones 25.687 $. La renda per capita de la població era de 18.011 $. Entorn del 4,3% de les famílies i el 7,2% de la població estaven per davall del llindar de pobresa.